# Sains-du-Nord
Sains-du-Nord is een gemeente in het Franse Noorderdepartement (Frans: département du Nord) (regio Hauts-de-France). De plaats maakt deel uit van het arrondissement Avesnes-sur-Helpe. In de gemeente ligt de Britse militaire begraafplaats Sains-du-Nord Communal Cemetery. Sains-du-Nord telde op 1 januari 2022 2.766 inwoners.

## Geografie
De oppervlakte van Sains-du-Nord bedroeg op 1 januari 2022 16,03 vierkante kilometer; de bevolkingsdichtheid was toen 172,6 inwoners per km².

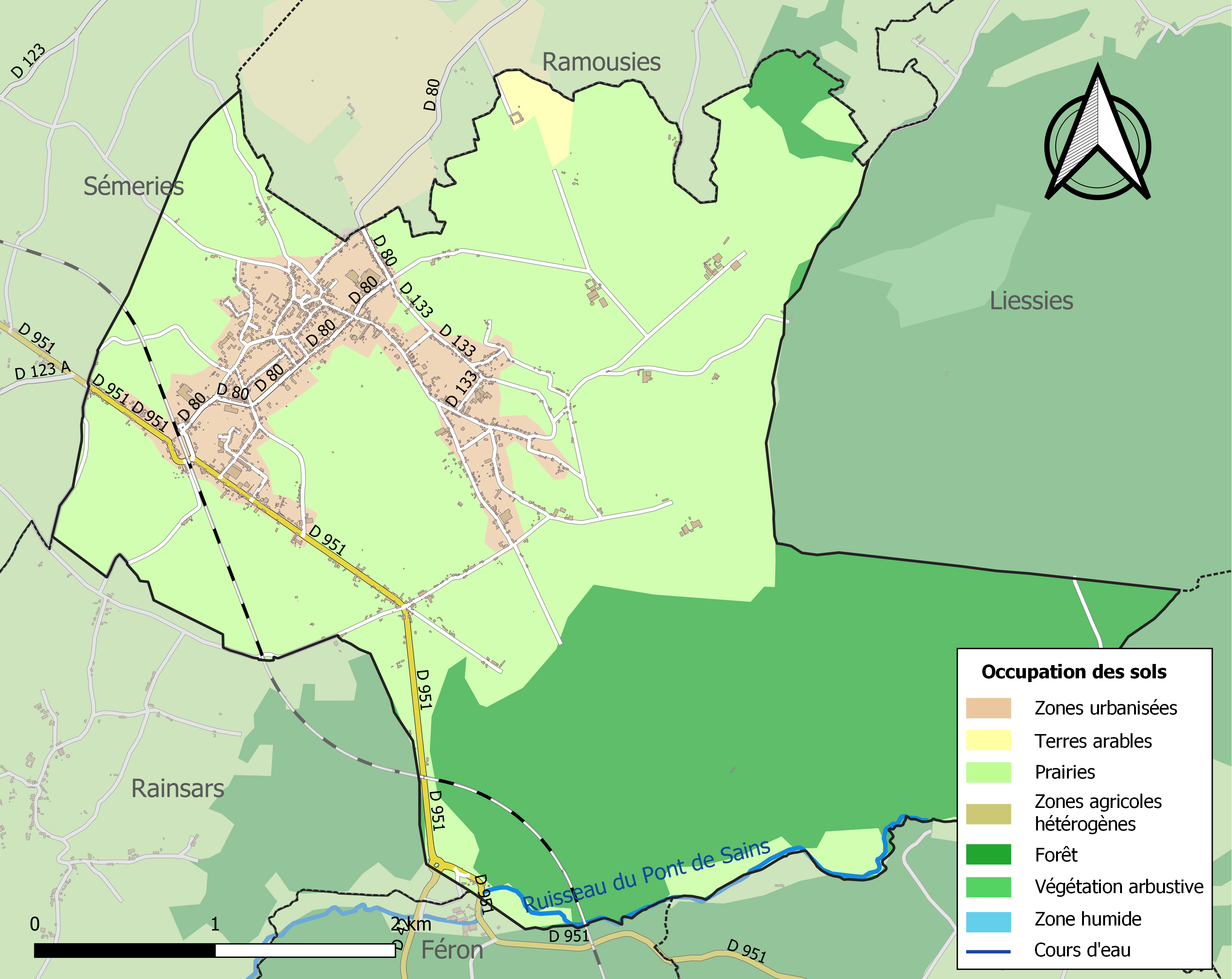
Kaart van de gemeente met belangrijkste infrastructuur, bodemgebruik en omliggende gemeenten

## Verkeer en vervoer
In de gemeente ligt spoorwegstation Sains-du-Nord.

## Demografie
Onderstaande figuur toont het verloop van het inwonertal (bron: INSEE-tellingen).